# Amphisbetetus westralicus
Amphisbetetus westralicus là một loài ruồi trong họ Asilidae. Amphisbetetus westralicus được Paramonov miêu tả năm 1966. Loài này phân bố ở miền Australasia.